# Lutz M. Hagen
Lutz M. Hagen (* 1962) ist ein deutscher Kommunikationswissenschaftler mit den Forschungsschwerpunkten Nachrichtenwesen, empirische Methoden, Medienökonomie und Online-Kommunikation. Er ist seit 2004 Professor an der Technischen Universität Dresden.

## Leben
Hagen studierte Betriebswirtschaftslehre in Saarbrücken und Nürnberg, promovierte 1995 zum Thema „Informationsqualität von Nachrichten“ und habilitierte über „Wechselwirkungen zwischen der Konjunkturberichterstattung und der öffentlichen Wahrnehmung von Konjunktur (Konjunkturklima)“. Bis 2000 war er wissenschaftlicher Assistent am Lehrstuhl für Kommunikations- und Politikwissenschaft der Friedrich-Alexander-Universität Erlangen-Nürnberg. Dort habilitierte er. Von 2001 bis 2002 war Lutz Hagen Vertretungsprofessor für Medienwissenschaft am Institut für Journalistik und Kommunikationsforschung der Hochschule für Musik und Theater Hannover.
Hagen war von 2002 bis 2003 Sprecher des Arbeitskreises „Kommunikation und Politik“ der Deutschen Gesellschaft für Publizistik- und Kommunikationswissenschaft. Nach Vertretung einer Professur für Kommunikationswissenschaft an der Universität Erfurt (Wintersemester 2002/2003) und einer zeitgleichen Gastdozentschaft an der International University Bremen übernahm er die Vertretung einer C4-Professur für Kommunikationswissenschaft an der TU Dresden im Wintersemester 2003/2004. Daraufhin folgte eine Erteilung des Rufes auf diese Professur. Seit 2004 bekleidet Lutz M. Hagen die Professur für Kommunikationswissenschaft II (seit 2017: Professur für Kommunikationswissenschaft mit dem Schwerpunkt Wirtschafts- und Politikkommunikation) der Technischen Universität Dresden.
Lutz M. Hagen ist Direktor des Instituts für Kommunikationswissenschaft und des Zentrums für sozialwissenschaftliche Methoden der TU Dresden sowie Mitglied im Multimedia-Beirat der TU Dresden.

## Auszeichnungen
Im November 2004 erhielt Hagen den Habilitationspreis der Friedrich-Alexander-Universität Erlangen-Nürnberg für sein Werk „Konjunkturnachrichten, Konjunkturklima und Konjunktur – wie die Medien den Lauf der Wirtschaft beeinflussen“.

## Schriften (Auswahl)
- Informationsqualität von Nachrichten. Meßmethoden und ihre Anwendung auf die Dienste von Nachrichtenagenturen. Westdeutscher Verlag, Opladen 1995, ISBN 3-531-12667-9.
- Online-Medien als Quellen politischer Information. Empirische Untersuchungen zur Vermittlung, Nutzung und journalistischen Verarbeitung politischer Information in Internet und Online-Diensten. Westdeutscher Verlag, Opladen/Wiesbaden 1998, ISBN 3-531-13135-4.
- Konjunkturnachrichten, Konjunkturklima und Konjunktur. Wie sich die Wirtschaftsberichterstattung der Massenmedien, Stimmungen der Bevölkerung und die aktuelle Wirtschaftslage wechselseitig beeinflussen – eine transaktionale Analyse. Herbert von Halem Verlag, Köln 2005, ISBN 3-931606-97-X.
- mit Anja Obermüller und Rebecca Renatus: Nachrichtenkompetenz durch die Schule (Studie im Auftrag der Stiftervereinigung der Presse)
- mit Corinna Lüthje, Farina Madita Ohser und Claudia Seifert: Wissenschaftskommunikation: Die Rolle der Disziplinen. Nomos, Baden-Baden 2018, ISBN 978-3-8487-3289-0.
- mit Farina Madita Dobrick und Jana Fischer: Research ethics in the digital age: Ethics for the social sciences and humanities in times of mediatization and digitization. Springer VS, Wiesbaden 2018, ISBN 978-3-658-12908-8.